# Ilse Giesinger
Ilse Giesinger (* 26. Januar 1947 in Feldkirch) ist eine österreichische Politikerin (ÖVP). Giesinger war von 1991 bis 2004 vom Vorarlberger Landtag entsandtes Mitglied des österreichischen Bundesrats.

## Leben
Ilse Giesinger wurde am 26. Jänner 1947 in Feldkirch geboren und besuchte anschließend die Volks- und Hauptschule. Ihre weitere Ausbildung absolvierte sie an der Handelsschule sowie im Rahmen von Weiterbildungskursen in Betriebsführung, Sprachen, Handmaschinen- und Mehrkopfautomatenstickerei. Zunächst arbeitete Giesinger von 1965 bis 1973 im elterlichen Betrieb mit, ehe sie im Jahr 1973 geschäftsführende Komplementärin in selbigem wurde. 1999 wurde sie Prokuristin der Johann Josef Amann KG.
Im Jahr 1975 wurde Ilse Giesinger erstmals in ihrer Heimatgemeinde Koblach zur Gemeindevertreterin gewählt, was sie bis 1990 blieb. Dem vorausgegangen war ihr Eintritt in die Österreichische Volkspartei und den Wirtschaftsbund. 1980 wurde sie Mitglied der Bezirksparteileitung im Bezirk Feldkirch, 1983 Mitglied der Ortsparteileitung Koblach und der Landesparteileitung der ÖVP Vorarlberg. Im Jahr 1991 wurde sie vom Vorarlberger Landtag als Mitglied des Bundesrats nach Wien entsandt und gleichzeitig Mitglied des Landesparteipräsidiums der ÖVP Vorarlberg. Vom 26. Oktober 1991 bis zum 4. Oktober 2004 gehörte sie fortan dem Bundesrat an, ab 1. Juli 1994 als dessen Schriftführerin. Nach der Landtagswahl in Vorarlberg 2004 musste sie das Amt als Bundesrätin zugunsten ihres Parteikollegen Edgar Mayer abgeben.

## Auszeichnungen
- 1999: Großes Silbernes Ehrenzeichen für Verdienste um die Republik Österreich[1]